# 阿里耶·莱文
阿里耶·莱文（Aryeh Levin; 1885年3月22日—1969年3月28日）是一位犹太教正统派拉比。他被称为“囚犯之父”，因为在英国托管时期，他探望关押在耶路撒冷俄国大院中央监狱的犹太人秘密组织的成员。由于他对穷人和病人的探访工作，又被称为“耶路撒冷的圣人”。

## 生平
阿里耶·莱文出生在俄罗斯帝国（今属波兰）比亚韦斯托克附近的村庄奥尔拉，有两个姐姐。阿里耶继承了父亲便雅悯对妥拉学习的热爱。在12岁之前，他是由当地教师辅导，此后便后离家去就读于 斯洛尼姆、斯卢茨克、瓦洛任和布列斯特的犹太宗教学校。1905年，他移居到当时属于奥斯曼帝国的巴勒斯坦。他移居耶路撒冷不久，娶了拉比的女儿底波拉汉娜。

## 囚犯之父
1931年，应英国托管当局的要求，首席拉比亚伯拉罕·以撒·库克任命阿里耶·莱文为监狱随行神职人员。他接受了任命，但是条件是不领报酬。他从纳克拉沃的家步行到俄国大院去探望被关押的犹太囚犯，他们的罪名是拥有或走私武器。大部分囚犯都是哈加拿、伊尔贡或莱希等秘密组织的成员。 莱文为囚犯们祈祷，并向他们的家人转达信息。耶路撒冷中央监狱的29号囚室（现在地下囚犯博物馆），在安息日和节日用作犹太会堂。阿里耶拉比安慰、鼓励囚犯们，使他们都被他的热情和真诚，以及对他们的尊重引所吸引。即使是最顽固的囚犯也屈服于他的简单、纯洁的爱。阿里耶作出了一切努力，尽力上诉，帮助挽救他们，减少处罚。
1965年，80岁的阿里耶·莱文在俄国大院原中央监狱的院子里举行的仪式上，被授予荣誉。

## 模范品格
阿里耶·莱文以“以谦逊、仁慈、尊重对待每一个人”的崇高品格而闻名。他一直参与慈善事业，帮助穷人。阿里耶履行了律法，爱妻子如同爱自己，尊重妻子超过自己。一次他的妻子感到脚痛。他们一起去看医生，阿里耶·莱文对医生说: "我妻子的脚伤了我们。” 阿里耶·莱文常常因为要帮助深夜秘密来访的争吵的夫妻解决婚姻问题，恢复和睦，要到深夜两点才入睡。